# Welford (Northamptonshire)
Pour les articles homonymes, voir Welford.
Welford est une paroisse civile et un village du Northamptonshire, en Angleterre.